# 粟斌
粟斌（？—），男，汉族，中华人民共和国政治人物。现任中华全国总工会权益保障部部长。第十四届全国政协委员。